# Aecidium rhytismoideum
Aecidium rhytismoideum är en svampart som beskrevs av Berk. & Broome 1854. Aecidium rhytismoideum ingår i släktet Aecidium, ordningen Pucciniales, klassen Pucciniomycetes, divisionen basidiesvampar och riket svampar.   Inga underarter finns listade i Catalogue of Life.